# NX NoMachine
NX Nomachine — проєкт італійської компанії Medialogic S.p.a.  являє собою варіант дистанційної роботи. Як і в разі проєкту VNC, Nomachine використовує в своїй роботі два базові компоненти: віртуальний сервер (NX сервер) і клієнт (NX клієнт). NX сервер працює під управлінням unix-подібніх операційних систем, хоча існують експериментальні складки для платформи win32 (з використанням Cygwin). Клієнт NX протестований і може працювати в більшості версій Microsoft Windows, багатьох дистрибутивах Gnu/linux і в Sun Solaris 9. Користувацький інтерфейс клієнта NX для різних платформ витриманий в одному стилі, що значно полегшує його використання в різних програмних середовищах. Залежно від доступного сервера NX клієнт може працювати по протоколу RDP, VNC або використовувати Х-протокол. Для підвищення рівня безпеки використовується SSH і SSL, що особливо актуально при роботі через Інтернет. Проєкт Nomachine не можна розглядати як результат приватного вдосконалення існуючої технології віддаленого доступу до ресурсів сервера. NX є самодостатнім програмним комплексом, який надає повний спектр управління віддаленим комп'ютером, включаючи такі функції, як доступ до загальних каталогів і принтерів, підтримку мультимедіа. Можливості проєкту Nomachine досить широкі і не закінчуються віддаленим доступом і адмініструванням. Наприклад, можна в одному сеансі Gnu/linux запустити з віконного менеджера KDE вікно GNOME сесії. Тонке налаштування NX клієнта дозволяє використовувати дану технологію на різних типах мережевих підключень, включаючи аналоговий модем, ADSL і LAN, застосовувати зовнішній сервер шрифтів і вибирати типи передачі графічних зображень. На практиці це означає, що продуктивність NX клієнта можна оптимізувати для конкретної ситуації сеансу віддаленого доступу. Завдяки проєкту Thinstation можна використовувати NX клієнт на бездискових робочих станціях. Багато продуктів Nomachine поширюються як shareware, але є і freeware версії з малою функціональністю.